# دائرة بئر مراد رايس
دائرة بئر مراد رايس إحدى دوائر الجزائر التابعة لولاية الجزائر. عاصمتها هي بئر مراد رايس و تضم بلديات بئر مراد رايس و بلدية حيدرة و السحاولة و بئر خادم و جسر قسنطينة.

## مواضيع ذات صلة
- تاريخ ولاية الجزائر
- دوائر ولاية الجزائر
- بلديات ولاية الجزائر